# Pedro Pascual Ros
Pedro Pascual Ros (15 de agosto de 1915 en Buenos Aires (Argentina) y fallecido el 30 de noviembre de 1997 en Lérida, España) fue un futbolista argentino que jugaba de delantero en los años 1930 y 1940.

## Biografía
Pedro Pascual se integra al primer equipo FC Barcelona en 1939. Anteriormente, había jugado en las categorías inferiores del club. Debuta en partido oficial el 8 de octubre de 1939 ante el Badalona CF en el campeonato de Cataluña (victoria por 2 a 1). Juega su último partido con el Barça el 24 de marzo de 1940 ante el Real Zaragoza en la jornada 17 del campeonato de Liga (victoria por 2 a 1). Durante su única temporada con el Barça, Pedro Pascual juega 11 partidos oficiales y anota 6 goles. También juega 12 partidos no oficiales donde anota 5 goles.
En 1940, ficha por el Deportivo La Coruña, y en 1941 por el Terrassa FC.
En 1942, ficha por la UE Lleida.
Juega la temporada 1943-1944 con la España Industrial que por aquella época es el filial del FC Barcelona.
En 1944, ficha por el Mataró.